# Yamaguchi Takahiro
Takahiro Yamaguchi (sinh ngày 8 tháng 5 năm 1984) là một cầu thủ bóng đá người Nhật Bản.

## Sự nghiệp câu lạc bộ
Takahiro Yamaguchi đã từng chơi cho Shonan Bellmare, V-Varen Nagasaki và Oita Trinita.